# Muso Koroni Kundje
Muso Koroni Kundje, Mała Białogłowa Staruszka – u Bambarów bogini ciemności, ziemi i podziemia, sprowadzająca nieszczęścia żona Pemby, stworzycielka zwierząt i roślin oraz rytuałów obrzezania i ekscyzji. Pod postacią lamparta powoduje menstruację drapiąc pazurami.